# زفينيهورودكا
زفينيهورودكا (Звенигородка) هي مدينة في مقاطعة تشيركاسي في أوكرانيا. يبلغ عدد سكانها حوالي 18843 نسمة.